# Monts Sibyllins
Les monts Sibyllins (italien : Monti Sibillini) sont un petit groupe de montagnes de l’Italie centrale faisant partie de la chaîne des Apennins. Ils sont situés dans les provinces d'Ascoli Piceno, Fermo, Macerata et Pérouse à la frontière du côté est de l'Ombrie et des Marches.

## Formation et morphologie
Les monts Sibyllins sont composés principalement de roches calcaires, formées dans les périodes Mésozoïque et Cénozoïque (100 à 50 millions d'années) à partir du fond des mers chaudes, disparues après leur émersion, il y a 20 millions d'années. La plupart des pics ont une altitude supérieure à 2 000 mètres ; leur point culminant est le Monte Vettore à 2 476 m. À l'heure actuelle, la morphologie, largement dominé par le « U » caractéristique des vallées glaciaires et des dépressions, est le résultat de l'action des glaciers de l'ère quaternaire. On note la présence de nombreux cirques glaciaires.

## Principaux sommets
- Monte Sibilla (2 173 mètres)
- Monte Vettore (2 476 mètres)
- Cima del Redentore (2 448 mètres)
- Monte Priora (2 332 mètres)
- Monte Bove (2 169 mètres)
- Monte Cornaccione (1 769 mètres)
- Monte Porche (2 233 mètres)
- Monte Pagliano (1 396 mètres)
- Palazzo Borghese (2 119 mètres)
- Monte Argentella (2 200 mètres)
- Monte Prata (1 800 mètres)
- Monte Cardosa (it) (1 818 mètres)
- Croce di Monte Bove (1 905 mètres)
- Monte Bicco (it) (2 052 mètres)
- Monte Rotondo (it) (2 101 mètres)

## Faune et flore
- Isard des Apennins (Rupicapra pyrenaica ornata), réintroduit en 2008.
- Cerf (Cervus elaphus)
- Chevreuil (Capreolus capreolus)
- Porc-épic à crête (Hystrix cristata)
- Aigle royal (Aquila chrysaetos)
- Faucon pèlerin (Falco peregrinus)
- Hibou grand-duc (Bubo bubo)
- Vipère aspic (Vipera aspis)
- Vipère d'Orsini (Vipera ursinii)
- Chat sauvage (Felis silvestris)
- Loup d'Italie (Canis lupus italicus)

Castelluccio Piano Grande.

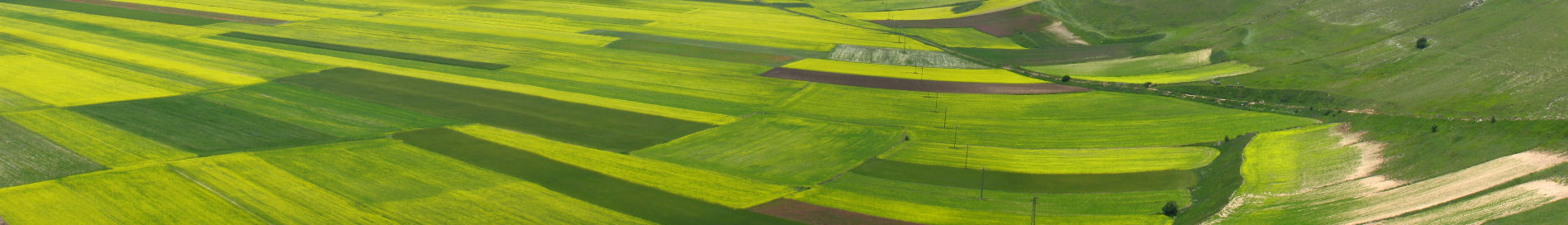
Plaine de Casteluccio.

Le petit lac de Pilate, au sein d'une profonde vallée en forme de « U » juste en dessous du monte Vettore, abrite une faune riche parmi laquelle on trouve un petit crustacé nommé Chirocéphale de Marchesoni (Chirocephalus marchesonii), crustacé que l’on ne trouve nulle part ailleurs.
La végétation est à feuilles caduques (en basse altitude), ensuite en moyenne altitude on trouve des peuplements de hêtres et enfin des herbages (zones de pâturages).
Depuis 1993, le domaine fait partie du parc national des Monts Sibyllins.

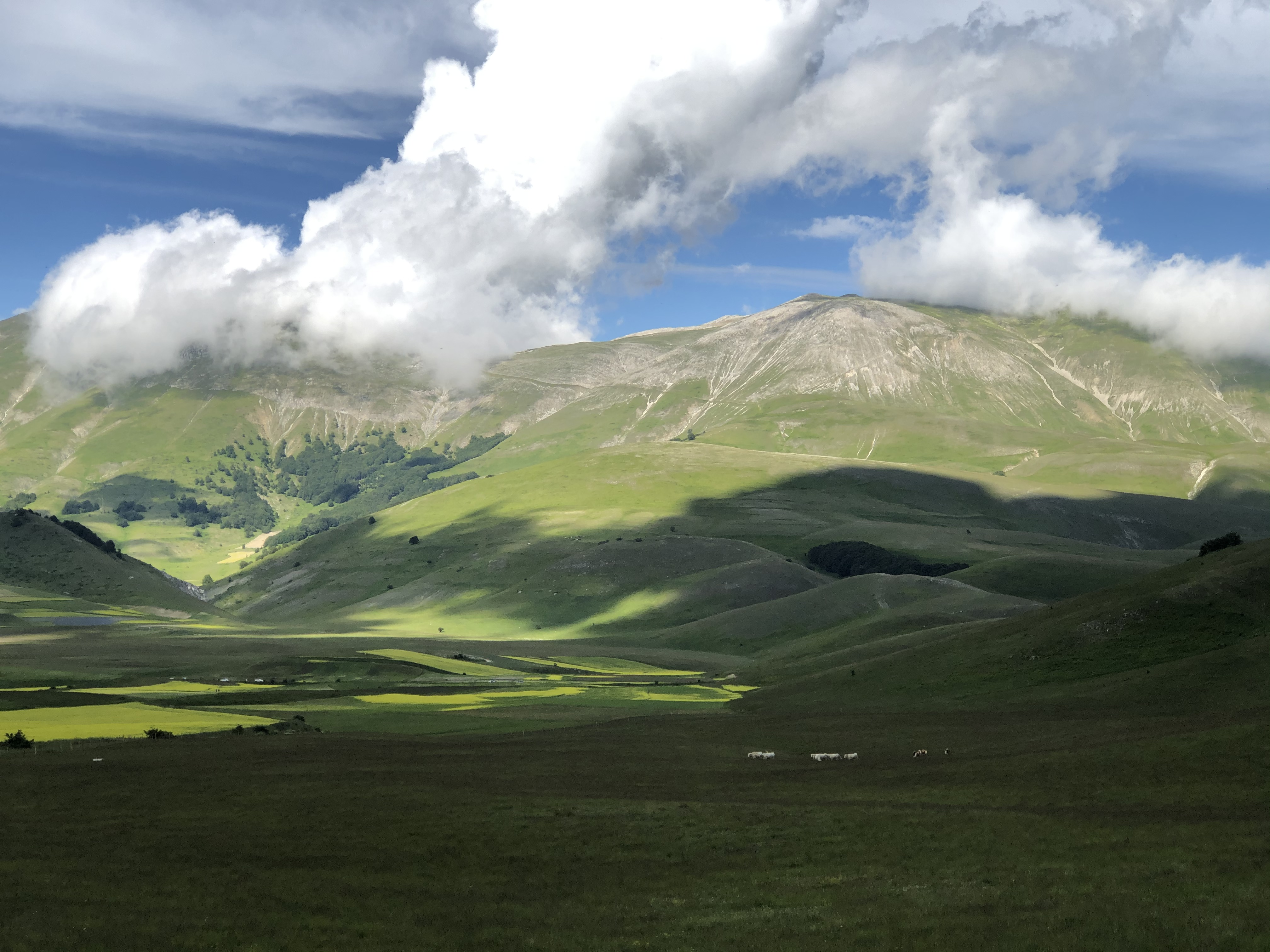
Vue des monts Sibyllins.
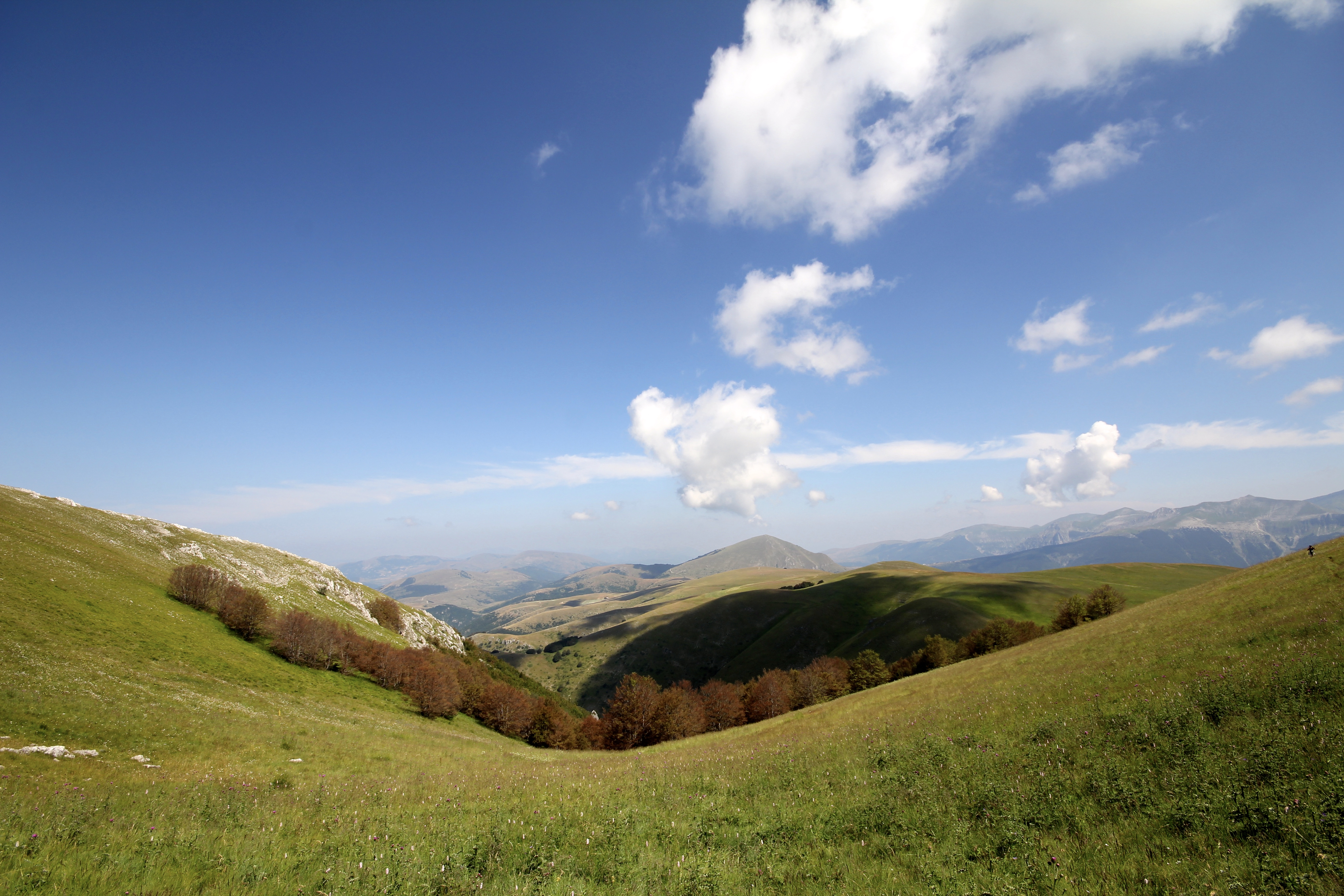
Vue du parc des Monts Sibyllins.
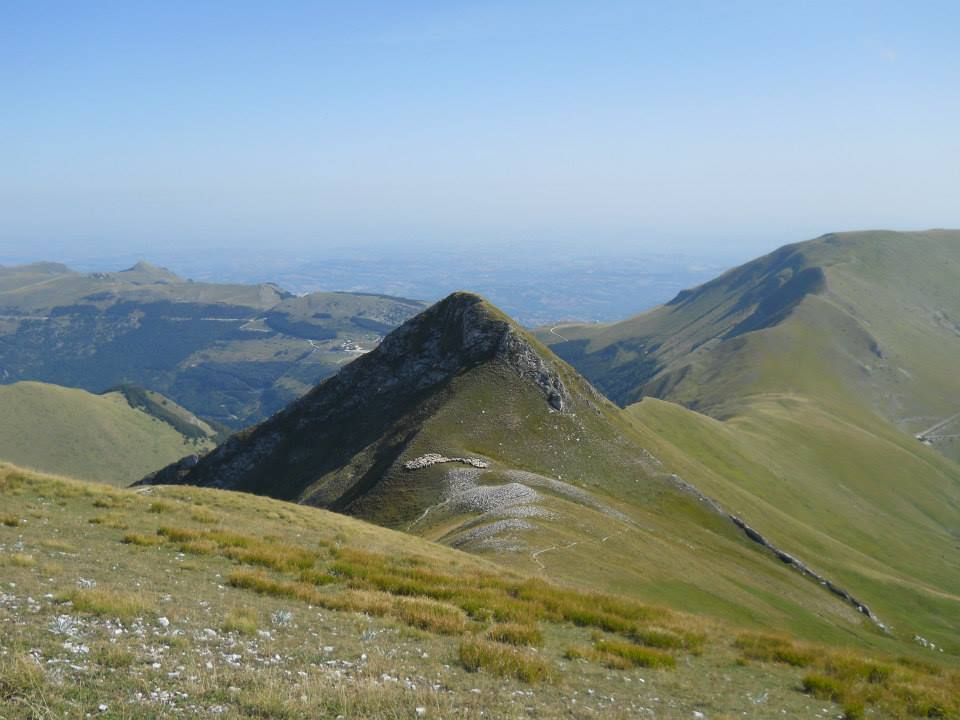
Pizzo Acuto dans les monts Sibyllins.
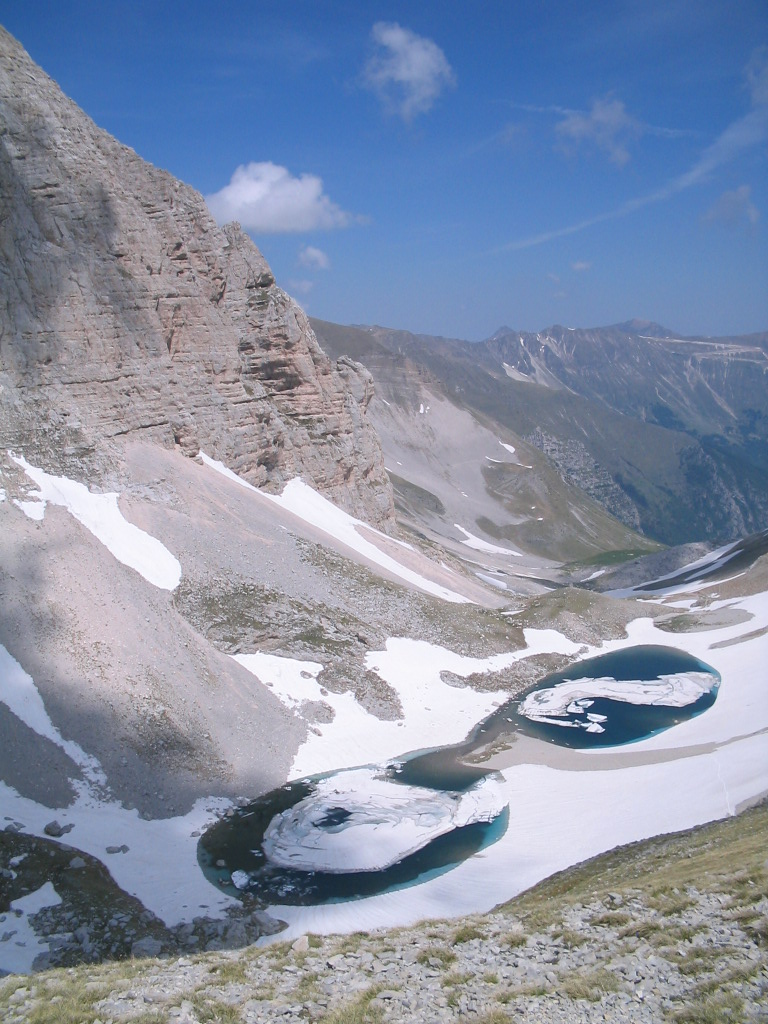
Le lac de Pilate.

## Culture populaire
Les monts Sibyllins sont un territoire de légendes populaires remontant au Moyen Âge, comme celles de la Sibylle et du lac de Pilate, dont témoigne, entre autres, l'écrivain français Antoine de La Sale, qui visita la région en 1420.

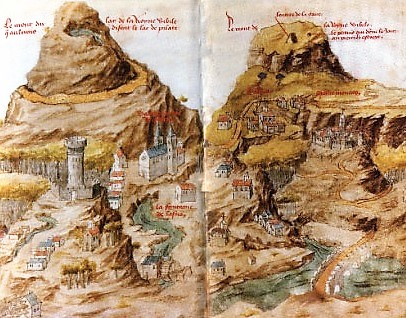
Carte du paradis de la reine Sibylle.
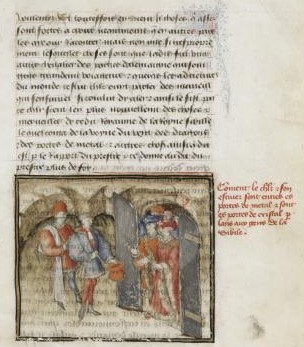
Illustration datant de 1420 d’Antoine de La Sale représentant l’entrée du royaume de la Sibylle.
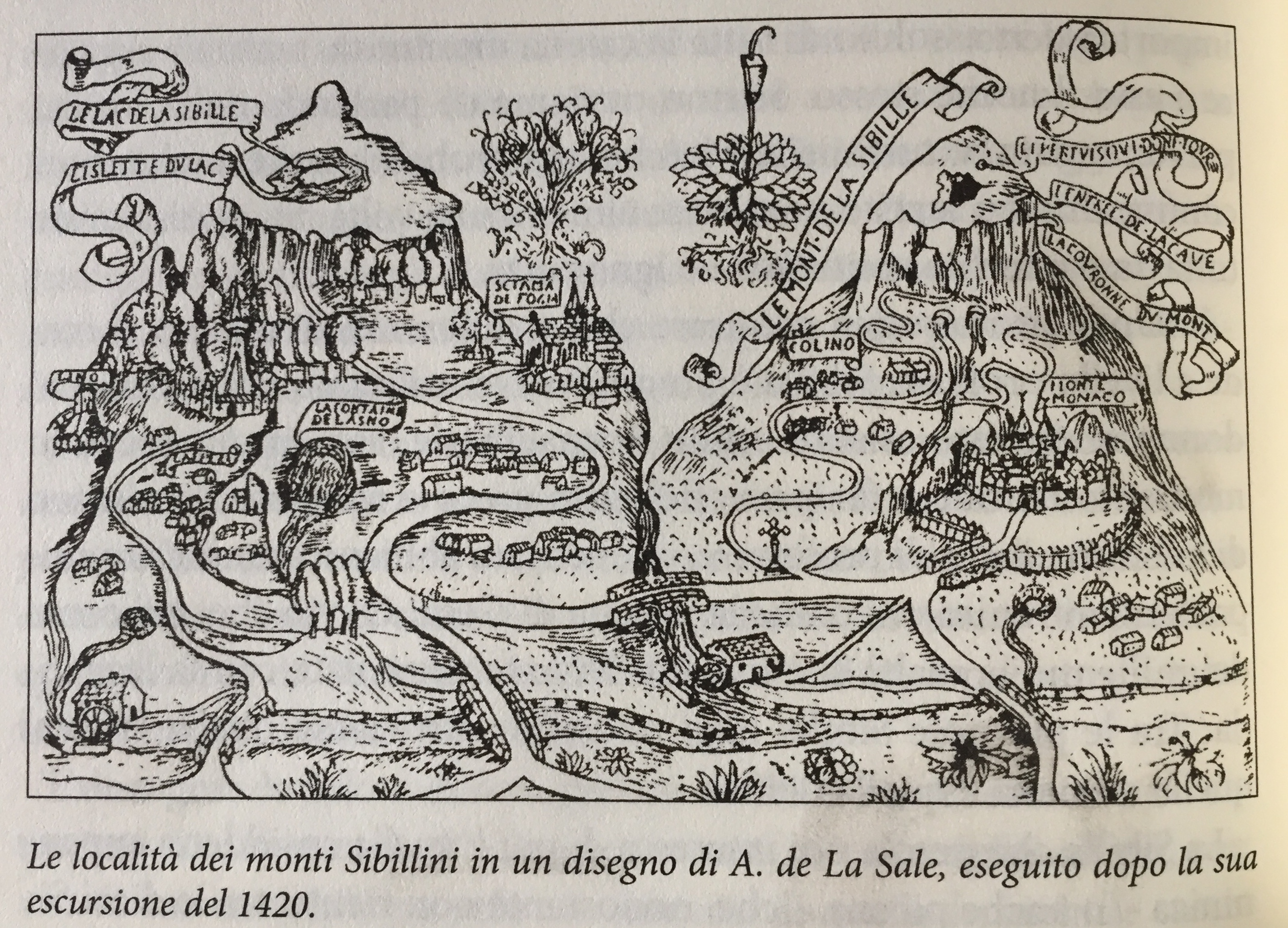
Carte des monts Sibyllins établie par Antoine de La Sale.